# 정 (위위)
정(定, ? ~ ?) 또는 족(足)은 전한 초기의 관료이다. '정'과 '족'은 이름자로, 성씨는 알 수 없다.

## 행적
문제 원년(기원전 179년), 문제는 조서를 내려 자신이 제위에 오르는 데에 공을 세운 자들을 포상하였다. 이때 위위였던 정은 다른 아홉 명과 함께 식읍 4백 호를 받았다.

## 출전
- 사마천, 《사기》 권10 효문본기
- 반고, 《한서》 권4 문제기·권19하 백관공경표 下

| 전임 위무택 | 전한의 위위 (기원전 179년 6월 당시) | 후임 (중대부령) 직불의 |